# Лонково
Лонково (пол. Łąkowo) — село в Польщі, у гміні Свідвин Свідвинського повіту Західнопоморського воєводства.
Населення — 280 осіб (2011).

## Демографія
Демографічна структура станом на 31 березня 2011 року:
|          | Загалом | Допрацездатний вік | Працездатний вік | Постпрацездатний вік |
| -------- | ------- | ------------------ | ---------------- | -------------------- |
| Чоловіки | 142     | 43                 | 88               | 11                   |
| Жінки    | 138     | 36                 | 74               | 28                   |
| Разом    | 280     | 79                 | 162              | 39                   |